# Audrey Maurice
Pour les articles homonymes, voir Maurice.
Audrey Maurice, née le 14 juillet 1977 à Nancy, est une taekwondoïste française.

## Biographie
Elle remporte la médaille de bronze dans la catégorie des moins de 67 kg aux Championnats d'Europe de taekwondo 1998.